# Erasmus Bartholin

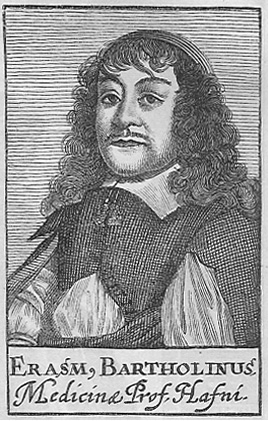
Erasmus Bartholin

Rasmus Bartholin (gelatiniseerd Erasmus Bartholinus) (Roskilde, 13 augustus 1625 – Kopenhagen, 4 november 1698) was een Deens wetenschapsman en arts.
Als onderdeel van zijn studie reisde hij 10 jaar lang door Europa. Daarna werd hij hoogleraar in Kopenhagen, eerst in de geometrie en later in de medicijnen. Hij was de jongere broer van Thomas Bartholin.
Bartholin is vooral bekend om zijn ontdekking in 1669 van de dubbele breking van een stuk calciet afkomstig uit IJsland. Hij publiceerde er een nauwkeurige beschrijving van, maar omdat licht als een verschijnsel vrijwel onbegrepen was in zijn tijd, was hij niet in staat er een goede verklaring voor te bedenken. Het verschijnsel zou pas na de uitwerking van de golftheorie van licht door Thomas Young in 1801 begrijpelijk worden.
Bartholin was ook de eerste die de fysische karakteristieken van trisomie 13, dat leidt tot het syndroom van Patau, in de medische literatuur beschreef.

## Werken
- Rasmus Bartholin, Experimenta crystalli islandici disdiaclastici quibus mira & insolita refractio detegitur. Hafniæ 1669. Engelse vertaling: Experiments with the double refracting Iceland crystal which led to the discovery of a marvelous and strange refraction. Werner Brandt. Westtown, Pa., 1959.